# Petungrejo
Petungrejo is een bestuurslaag in het regentschap Magetan van de provincie Oost-Java, Indonesië. Petungrejo telt 1333 inwoners (volkstelling 2010).